# Carl Rinman
Carl Rinman, född 7 oktober 1762 i Norrbärke församling, Kopparbergs län, död 15 januari 1826 i Hedemora landsförsamling, Kopparbergs län, var en svensk bergsmekaniker. Han var son till Sven Rinman och Catharina Elisabeth Odelstierna samt farfars far till Erik B. Rinman. 

## Biografi
Rinman åtnjöt länge vetenskaplig handledning av sin far och skickades 1792 på regeringens bekostnad till Finland för att undersöka därvarande sjö- och myrmalmer samt undervisa befolkningen i sättet att smälta dem i blästerugnar. 
Rinman blev efter sin far direktör för grov- och svartsmidet och för Eskilstuna fristad samt fick bergmästares titel. Han införde bland annat förbättringar i metoderna för tackjärnsblåsning och stångjärnssmide.